# Спецназ (телесериал, США, 2017)
«Спецна́з», или «Морски́е ко́тики» (англ. SEAL Team) — американский драматический телесериал Бенджамина Кавелла, премьера которого состоялась на телеканале CBS 27 сентября 2017 года. 12 октября сериал получил заказ на полный первый сезон из 22-х эпизодов.
27 марта 2018 года сериал был продлён на второй сезон, премьера которого состоялась 3 октября 2018 года.
9 мая 2019 года канал CBS продлил телесериал на третий сезон.  Премьера третьего сезона состоялась 2 октября 2019 года.
6 мая 2020 года CBS продлил телесериал на четвёртый сезон; который состоит из 16 серий и премьера которого прошла 2 декабря 2020 года.
14 мая телеканал CBS продлил телесериал на пятый сезон, выходить он будет на Paramount+. Премьера пятого сезона состоялась 10 октября 2021 года.
1 февраля 2022 года Paramount+ продлил телесериал на шестой сезон. Премьера шестого сезона сериала состоится 18 сентября 2022 года на Paramount+
18 января 2023 года Paramount+ продлил телесериал на седьмой сезон. 15 ноября 2023 года стало известно что седьмой сезон станет финальным.

## Сюжет
Сериал рассказывает о работе элитного подразделения «морских котиков», которые выполняют самые опасные миссии по всему миру как в воде так и на суше.

## В ролях
- Дэвид Борианаз — мастер чиф-петти-офицер Джейсон Хейс[англ.], командир команды морских котиков[15].
- Макс Тириот — петти-офицер I класса Клэй Спенсер[англ.], новенький в команде[15].
- Джессика Паре — Аманда (Мэнди) Эллис[англ.], представитель ЦРУ при команде[15]; с 3 сезона — допрашивающая ЦРУ.
- Нил Браун мл.[англ.] — старший чиф-петти-офицер , с 4 сезона — чиф-уоррент-офицер 2-го класса Рэймонд (Рэй) Перри[англ.], самый надёжный друг Джейсона, который дольше всех находится в команде (с 2007 года)[15].
- Алан Джон Бакли — петти-офицер I класса Персиваль (Сонни) Куинн[англ.][15].
- Тони Тракс — энсин Лиза Дэвис[англ.][15], специалист материально-технического обеспечения[англ.] команды; начиная с 3 сезона (после окончания офицерской школы[англ.]) — лейтенант и офицер разведки Группы развития специальных средств войны флота при команде.
- Джадд Лорманд — лейтенант-командер Эрик Блэкбёрн[англ.], командующий офицер команды морских котиков; с 4 сезона — командер[англ.] и новый исполнительный офицер Группы развития специальных средств войны флота.

## Производство
CBS заказал пилотный эпизод сериала в январе 2017 года, а в мае того же года шоу было запущено в производство.

## Отзывы критиков
На сайте-агрегаторе Rotten Tomatoes сериал получил 64 % «свежести» со средним рейтингом 5,79/10 на основе 14-ти рецензий. Критический консенсус сайта гласит: «„Спецназ“ может похвастаться хорошим сценарием первого сезона, убедительными персонажами и большим потенциалом, однако впечатление от шоу портит предельная предсказуемость сюжета». На Metacritic сериал получил 57 баллов из ста на основе 14-ти смешанных и средних отзывах критиков.

## Обзор сезонов
| Сезон | Сезон | Эпизоды | Оригинальная дата выхода | Оригинальная дата выхода |
| Сезон | Сезон | Эпизоды | Премьера сезона          | Финал сезона             |
| ----- | ----- | ------- | ------------------------ | ------------------------ |
|       | 1     | 22      | 27 сентября 2017         | 16 мая 2018              |
|       | 2     | 22      | 3 октября 2018           | 22 мая 2019              |
|       | 3     | 20      | 2 октября 2019           | 6 мая 2020               |
|       | 4     | 16      | 2 декабря 2020           | 26 мая 2021              |
|       | 5     | 14      | 10 октября 2021          | 23 января 2022           |
|       | 6     | 10      | 18 сентября 2022         | 20 ноября 2022           |
|       | 7     | 10      | 12 августа 2024          | 7 октября 2024           |